# Isognathus allamandae
Isognathus allamandae là một loài bướm đêm thuộc họ Sphingidae. Loài này có ở Brasil tới Venezuela và Argentina.
Sải cánh dài 68 mm đối với con đực và 78 mm đối với con cái. Nó gần giống loài Isognathus australis nhưng cánh hẹp hơn và phía dưới cánh trên màu xám đồng nhất hơn.
Mỗi năm loài này có thể có nhiều thế hệ. Con trưởng thành bay vào tháng 6.
Ấu trùng ăn Allamanda blanchetii và Allamanda cathartica. Pupation takes place in cocoons spun amongst leaf litter.

## Hình ảnh

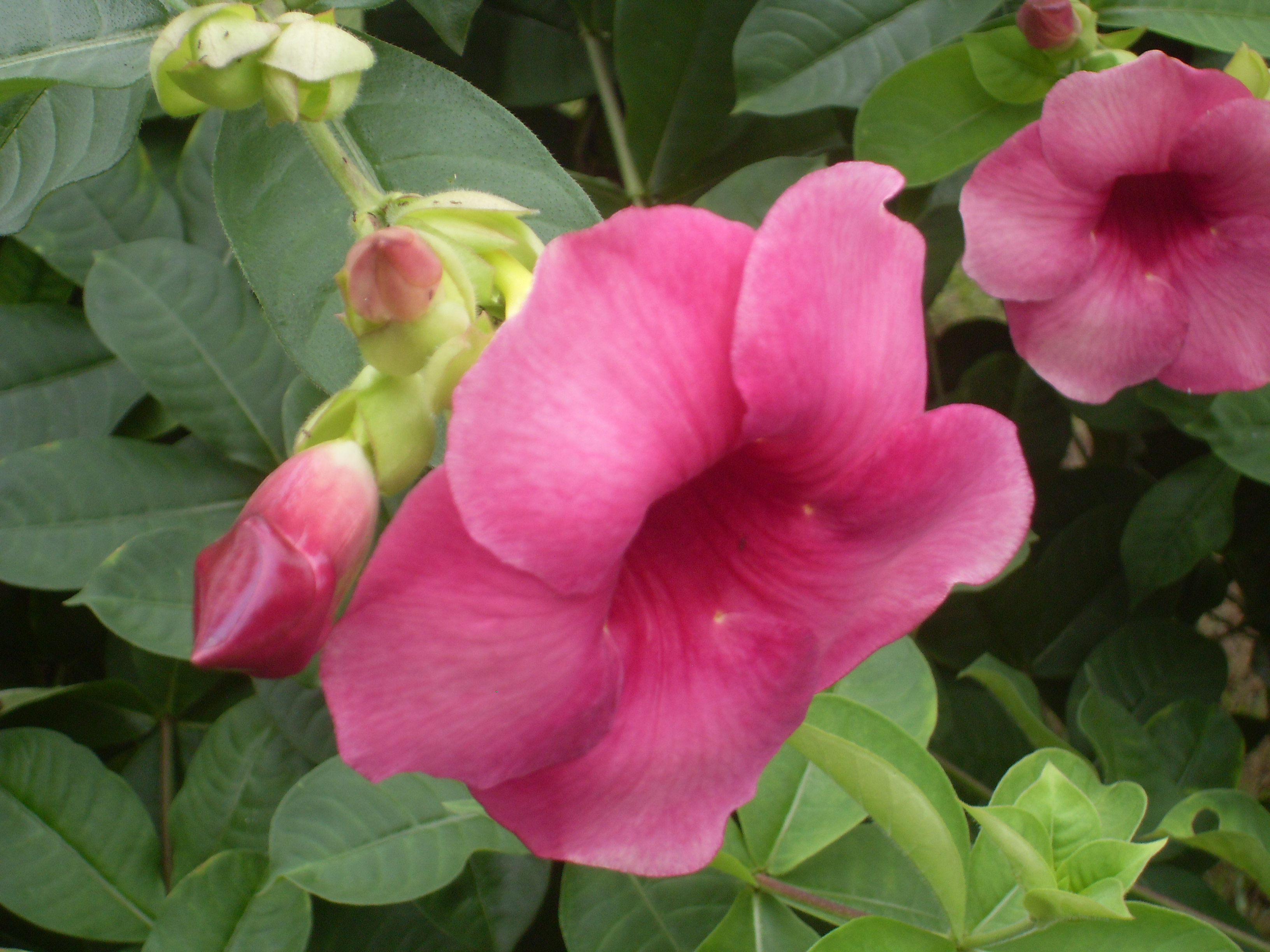
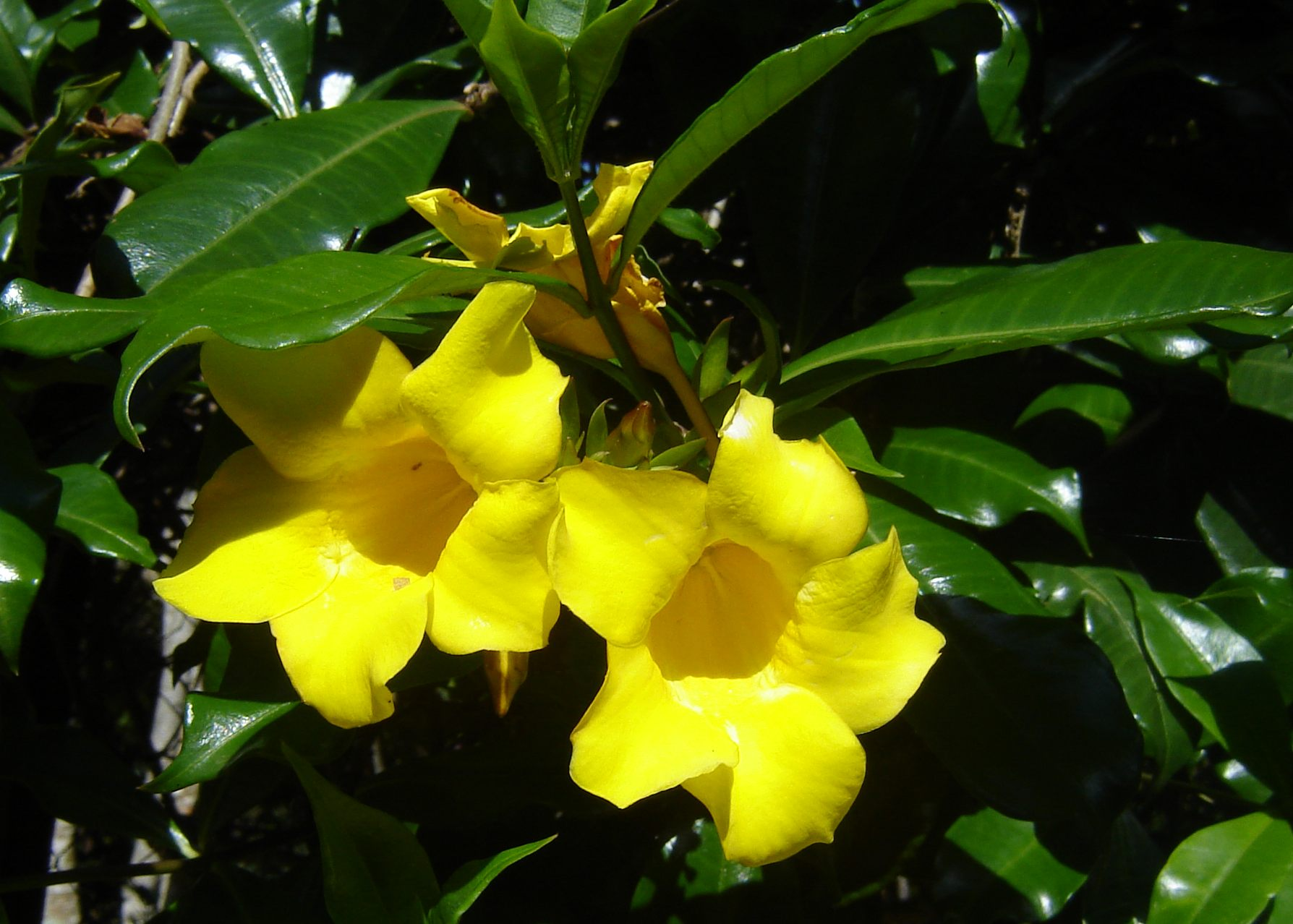